# Chloroclystis senex
Chloroclystis senex là một loài bướm đêm trong họ Geometridae.